# Берстенёв, Владимир Владимирович
Берстенёв Владимир Владимирович — директор Иркутского алюминиевого завода. 

## Биография
Родился 20 января 1950 года в Сталинске.
В 1967 году поступил в Сибирский металлургический институт, который окончил в 1972 году. Затем два года служил в Советской армии, с 1972 по 1977 год работал на Новокузнецком алюминиевом заводе, с 1977 по 1984 год на Таджикском алюминиевом заводе, с 1984 на Саянском алюминиевом заводе мастером, а затем техническим директором.
В 1990-х годах защитил диссертацию на звание кандидата технических наук. С 1998 по 2002 работает в центральных органах Русала. С 2002 по 2011 год на Братском алюминиевом заводе. С 2011 года — генеральный директор Иркутского алюминиевого завода.

## Награды
- Почётный металлург.